# Luverne (Alabama)
Luverne er en by i delstaten Alabama i USA, der er administrativt centrum for det amerikanske county Crenshaw County. Byen har 2.765 (2020) indbyggere.

## Ekstern henvisning
- Officiel hjemmeside

1. 1 2  data.census.gov, hentet 1. januar 2021.
data.census.gov, hentet 1. januar 2022 (fra Wikidata).